# Ла-Э
Ла-Э (фр. La Haye; в некоторых источниках La Haie) — ферма в одноимённой деревушке в бельгийском муниципалитете Лан. Она была уничтожена пожаром в 1910 году. Во время битвы при Ватерлоо (18 июня 1815 года) ферма была одним из укреплённых пунктов, которые составляли оплот в крайней левой (восточной) части линии войск союзников под командованием герцога Веллингтона.

## История
Наряду с Ла-Э, восточный оплот состоял из трёх других поспешно укреплённых и снабжённых гарнизоном мест: менее чем в 150 метрах к западу была ферма Папелот, которая, как и Ла-Э, находилась на северном берегу неглубокой долины. Примерно в 430 метрах на восток находится деревня Смохэйн (ныне Мараш). В тот момент долина представляла собой дефиле с заболоченным ручьём на дне. Четвёртым местом было ныне разрушенное шато Фришермон (тогда похожее на более известное шато Угумон, расположенное на правом фланге союзников), которое находилось в 700 метрах на юго-восток на другом берегу долины.
Днём Ла-Э удерживалась союзными войсками под командованием принца Бернхарда Саксен-Веймара. Около 19:30 авангард прусского 1-го корпуса (под командованием Цитена) соединился с союзной армией в этом районе.